# Toutânkhamon, le trésor du pharaon

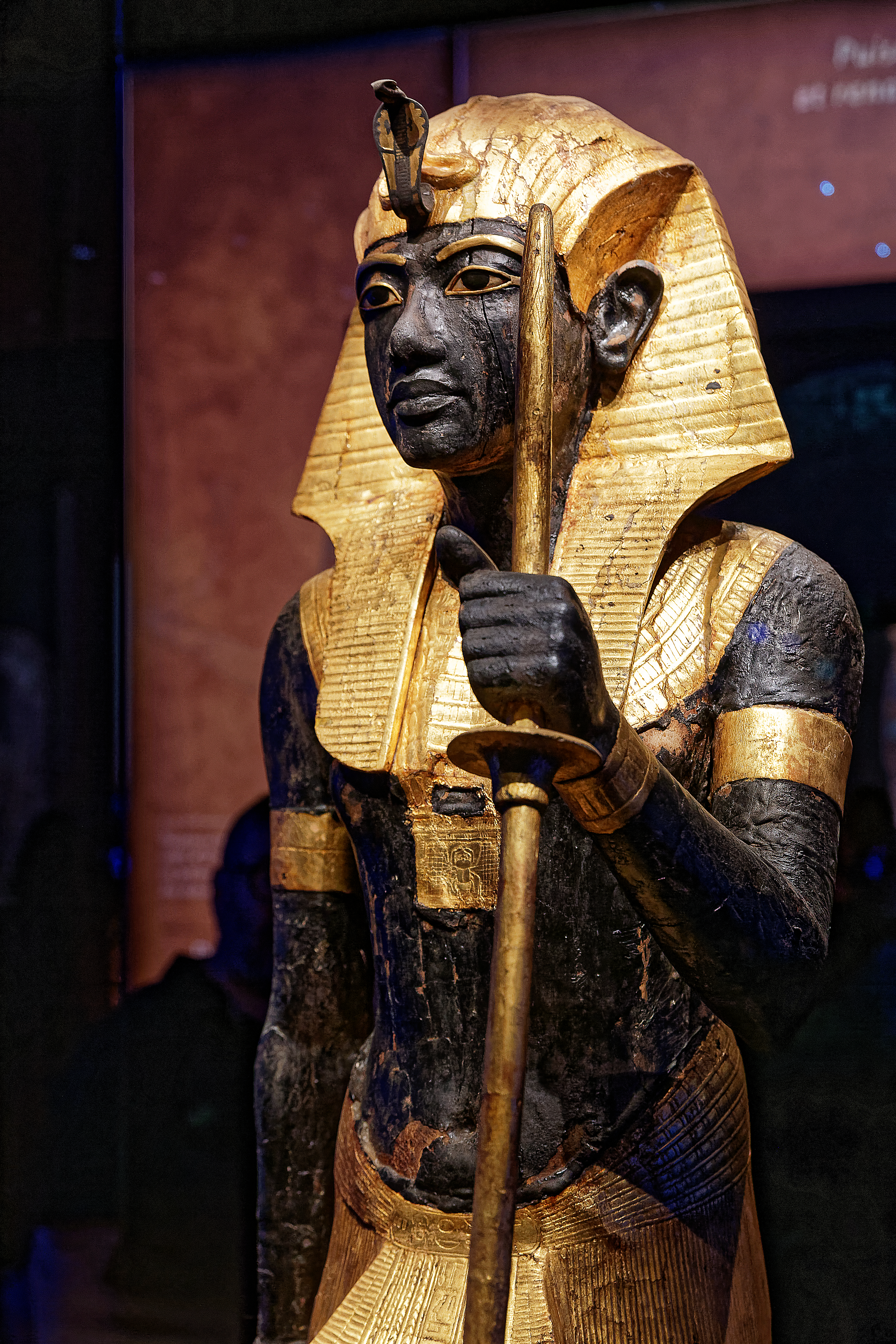
Statue en bois du gardien du Ka du roi portant la coiffe Némès.

« Toutânkhamon, le trésor du pharaon » est une exposition itinérante présentée à Los Angeles (2018–2019), à Paris (2019) et à Londres (2019–2020) avant de se poursuivre éventuellement dans d'autres grandes métropoles mondiales. Organisée par le Conseil suprême des Antiquités égyptiennes et la société IMG, en collaboration avec le musée du Louvre, elle présente cent-cinquante objets du trésor de Toutânkhamon trouvés lors de la découverte du tombeau de ce pharaon en 1922 et exposés habituellement au Musée égyptien du Caire.

## Objets présentés

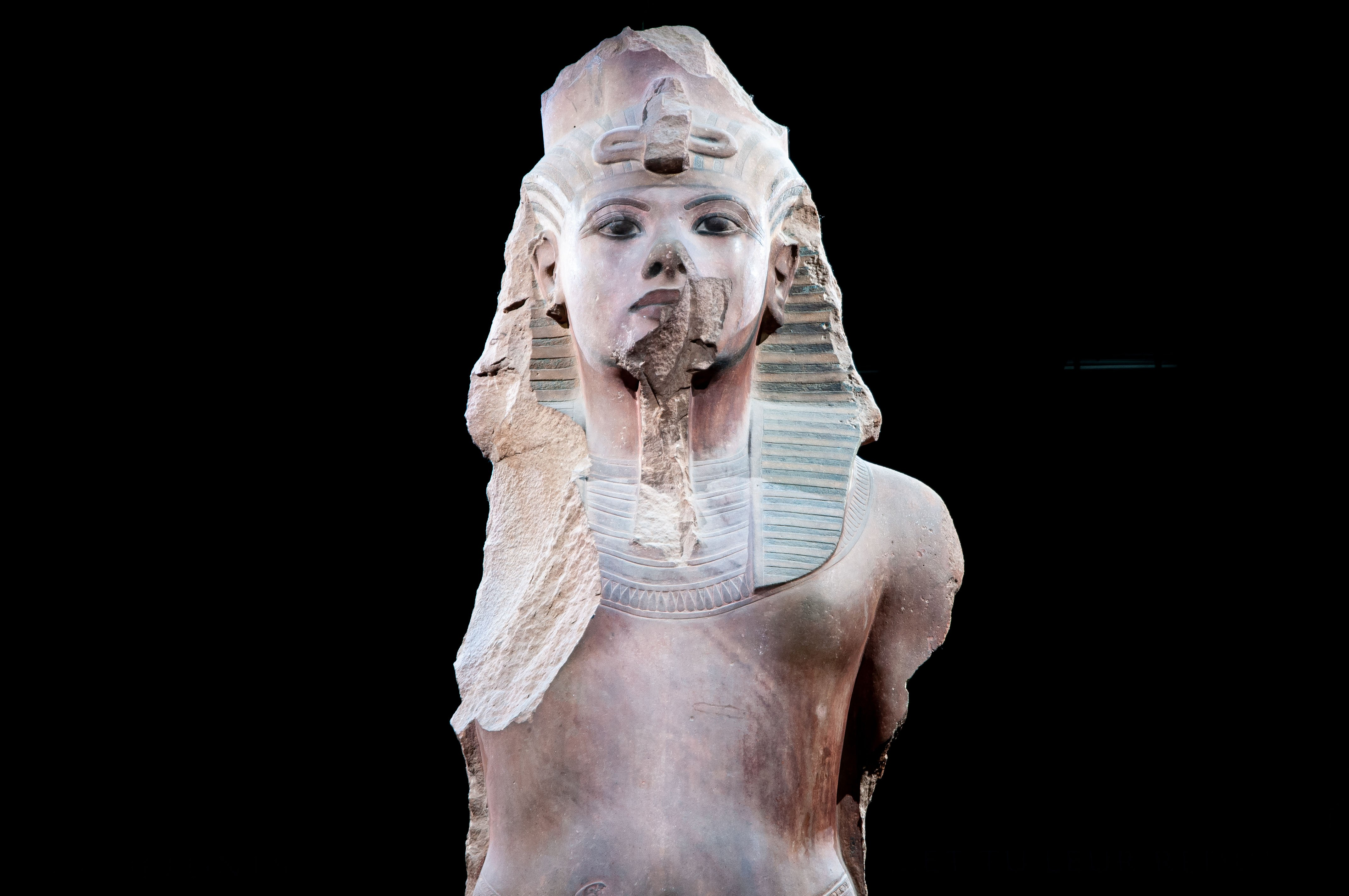
Statue de Toutânkhamon - Paris

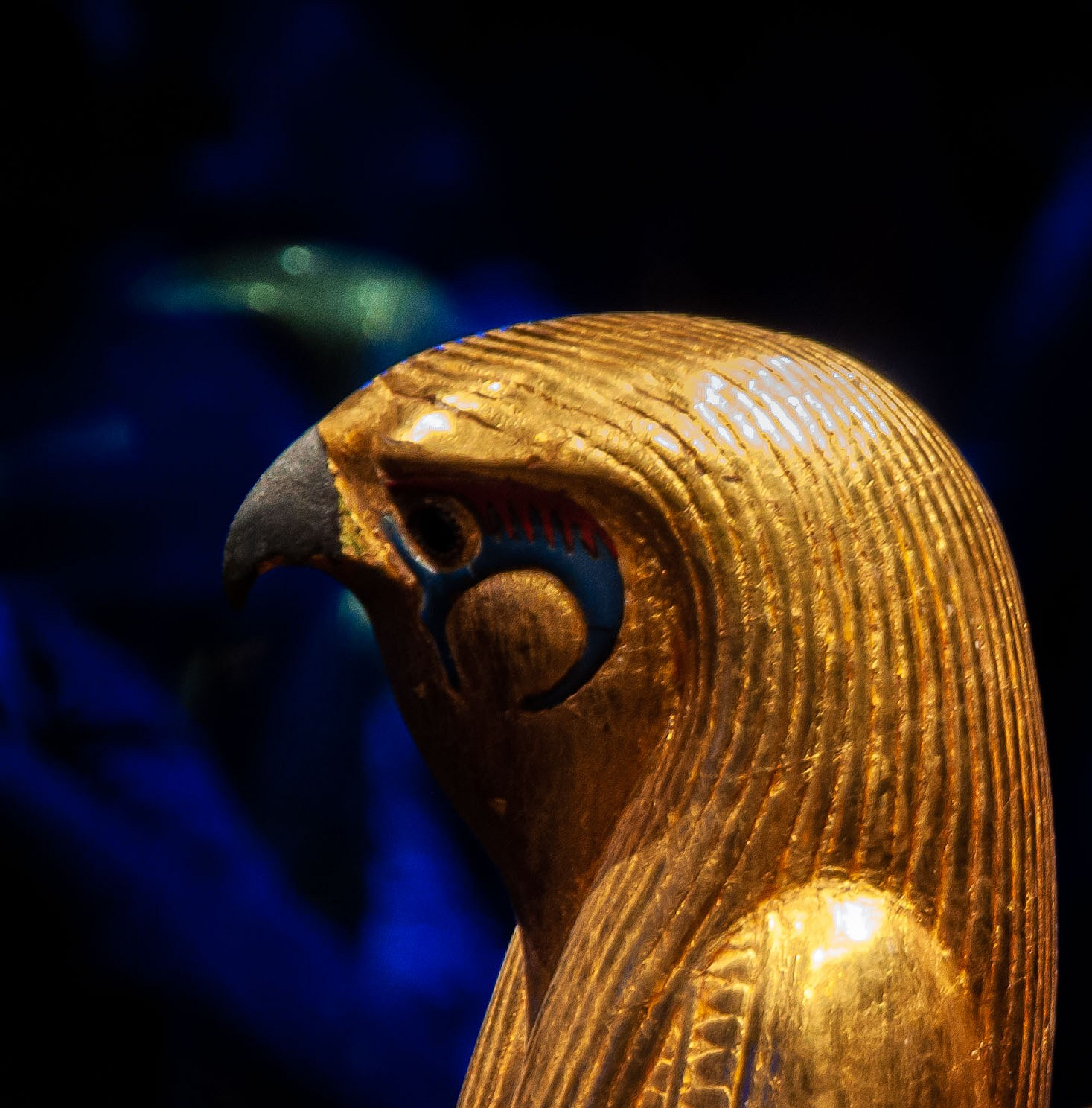
Horsemsou

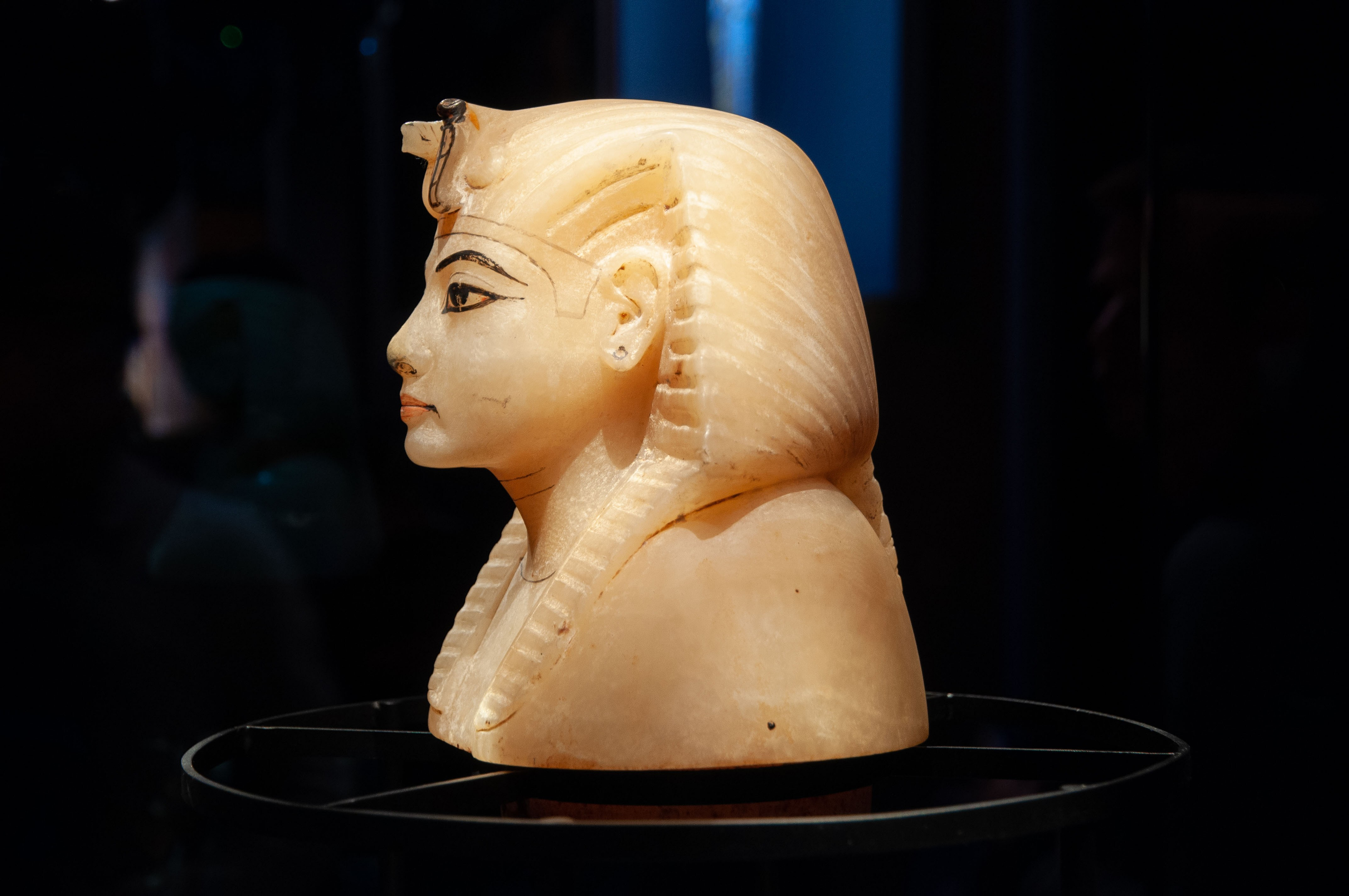
Tête taillée du visage de Toutankhâmon

L'exposition présente cent-cinquante objets et pièces de mobilier funéraire, dont cinquante et 60, sortent pour la première fois d'Égypte, sur les 5 398 pièces du trésor de Toutânkhamon, considéré comme un chef-d’œuvre de l’Antiquité. Le masque funéraire, jugé trop fragile, est resté en Égypte (il avait été exposé lors de la grande exposition « Toutânkhamon et son siècle » à Paris en 1967). 
La statue du dieu Amon a été prêtée par le Louvre.  
Selon le commissaire de l'exposition, Tarek El Awady, « La conception de l’exposition permet au visiteur d’accompagner le pharaon dans son voyage vers l’au-delà. Elle révèle également les découvertes récentes sur la vie et la mort de Toutânkhamon, sur sa famille et son trésor ».

## Villes visitées
L'idée de cette exposition est née du transfert progressif des collections du Musée égyptien du Caire, place Tahrir, vers le futur musée national de Gizeh, permettant le temps d'achèvement de ce dernier, que des pièces puissent quitter l'Égypte.  
L'exposition a débuté à Los Angeles au California Science Center du 24 mars 2018 au 6 janvier 2019, attirant 700 000 visiteurs. Elle s'est poursuivie à Paris à la grande halle de la Villette du 22 mars au 22 septembre 2019 puis à Londres à la galerie Saatchi du 2 novembre 2019 au 3 mai 2020. Elle devrait se poursuivre dans huit autres métropoles (Washington, Sydney, Séoul, Philadelphie, Chicago, Tokyo et Osaka) avant d'intégrer en 2024 le nouveau Grand Musée égyptien en construction près des pyramides de Gizeh. 

## En France

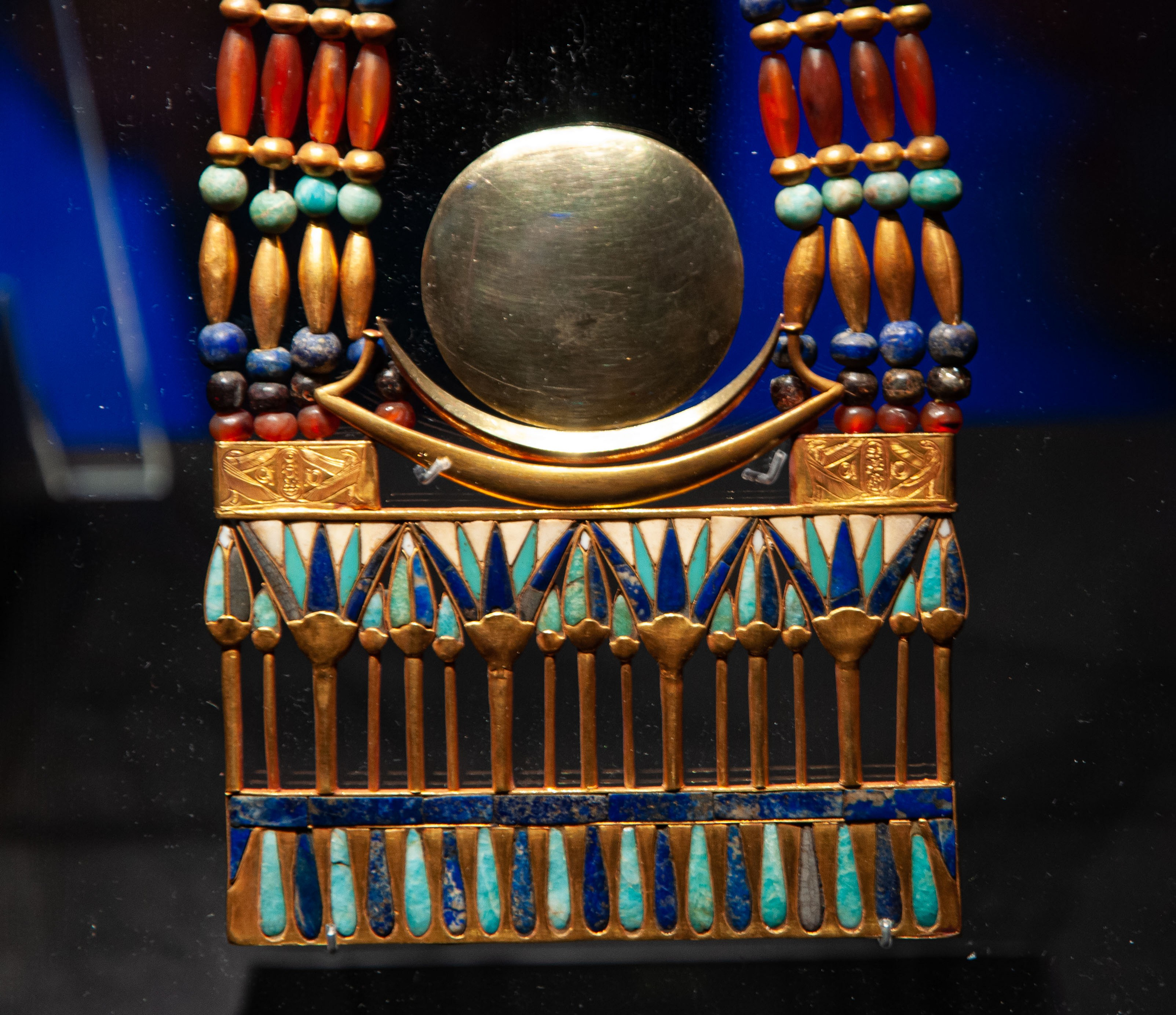
Pectoral de Toutânkhamon - Paris

En France, l'exposition s'est tenue six mois à la grande halle de la Villette, dans le nord-est de Paris, du 22 mars au 22 septembre 2019. Avec 1 423 170 visiteurs, elle est l'exposition la plus visitée de France, devançant l'exposition « Toutânkhamon et son siècle » qui avait attiré 1,24 million de spectateurs au Grand Palais à Paris en 1967 et l'exposition Chtchoukine à la Fondation Louis-Vuitton, 1,2 million de spectateurs en 2016-2017.
93,41% des visiteurs étaient français dont la moitié habitant en Île-de-France.